# Ауачапан
Ауачапа́н (ісп. Ahuachapán) — місто в західній частині Сальвадору, поблизу кордону з Гватемалою, адміністративний центр однойменного департаменту.

## Географія
Місто розташоване біля підніжжя вулкану Ла-Лагуніта, за 45 км на захід від міста Санта-Ана, другим за величиною в Сальвадорі. Населення міста в 2007 році склало 110 511 чол.

## Історія
Місто засноване на місці стародавнього поселення індіанців мая, яке називалося Гуекьяпам, а після вторгнення іспанців — Агуеча. В 1862 році Ауачапан отримав статус міста, а з 1869 року став адміністративним центром департаменту однойменного департаменту.
На початку 1980-х років, під час громадянської війни, у місті і його околицях йшли кровопролитні бої.

## Економіка
Ауачапан — центр торгівлі кавою, цукром, тропічними фруктами, зерном. Цукрова та тютюнова промисловість. На річці Моліна побудована ГЕС, поблизу водоспаду Малакатіупан знаходяться термальні води, від яких працює геотермальна електростанція.